# Camponotus adami
Camponotus adami é uma espécie de inseto do gênero Camponotus, pertencente à família Formicidae.